# Кауно Жальгіріс
«Кауно Жальгіріс» (лит. Kauno futbolo klubas «Kauno Žalgiris» («Spyris»)) — литовський футбольний клуб з Каунаса. Заснований 2005 року. Домашні матчі приймає на стадіоні «Та́урас».

## Історія
Ідея створення ФК «Спіріс» у Каунасі зародилася 2004 року серед тренерів місцевої футбольної школи «Таурас», які вирішили дати можливість реалізувати свій потенціал у професійному футболі для випускників школи. Засновано футбольний клуб «Спіріс» було в 2005 році. Його основу склали вихованці футбольної школи «Таурас». З часу заснування клуб тричі змінював назву.
Протягом 2005—2013 років клуб грав у другому дивізіоні Південної зони. У 2013—2015 роках виступав у першій лізі Чемпіонату Литви з футболу. У 2015 році вже «Спіріс Каунас» дебютував у вищому дивізіоні, після чого оголосив про тісну співпрацю в чемпіонаті з вільнюським «Жальгірісом», що фактично зробило його фарм-клубом столичної команди.
На початку 2016 року «Спіріс Каунас» оголосив про перейменування на «Кауно Жальгіріс».

## Попередні назви
- 2005—2010 — «Спіріс Каунас»;
- 2010—2011 — «Айсчай Каунас»;
- 2011—2016 — «Спіріс Каунас»;
- з 2016 — «Кауно Жальгіріс».

## Сезони (2013—...)
| Сезон | Рівень | Ліга       | Місце | Примітки |
| ----- | ------ | ---------- | ----- | -------- |
| 2013  | 2.     | Перша ліга | 5.    | [ 1 ]    |
| 2014  | 2.     | Перша ліга | 4.    | [ 2 ]    |
| 2015  | 1.     | А-ліга     | 5.    | [ 3 ]    |
| 2016  | 1.     | А-ліга     | 8.    | [ 4 ]    |
| 2017  | 1.     | А-ліга     | 8.    | [ 5 ]    |
| 2018  | 1.     | А-ліга     | 5.    | [ 6 ]    |
| 2019  | 1.     | А-ліга     | 4.    | [ 7 ]    |
| 2020  | 1.     | А-ліга     | 3.    | [ 8 ]    |
| 2021  | 1.     | А-ліга     | 3.    | [ 9 ]    |
| 2022  | 1.     | А-ліга     | 2.    | [ 10 ]   |
| 2023  | 1.     | А-ліга     | 4.    | [ 11 ]   |
| 2024  | 1.     | А-ліга     | 3.    | [ 12 ]   |